# Conferência de Annapolis
A Conferência de Annapolis, ou, na sua forma portuguesa, de Anápolis, foi um encontro realizado em 27 de novembro de 2007, na acadêmia naval norte-americana, na cidade de Annapolis, Maryland, Estados Unidos. O objetivo do encontro era promover a retomada do processo de paz no Oriente Médio. Delegações de 50 países participaram do evento - entre as quais a brasileira.